# Runienjes
Runienjes (Runyenjes) é uma cidade do Quênia situada na antiga província Oriental, no condado de Embu. De acordo com o censo de 2019, havia 4 943 habitantes.